# Кріпосна (телесеріал)
«Кріпосна́» (рос. Крепостная) — український драматичний історичний телесеріал з елементами пригод та мелодрами. Сюжет розповідає про пригоди української кріпачки Катерини, яка бореться за свободу у XIX столітті у Ніжині. Головну героїню — кріпачку Катерину Вербицьку — зіграла російська акторка Катерина Ковальчук (1-2 сезон), 
Соня Прісс (3 сезон). Виконавча продюсерка та промоутерка серіалу — Тала Пристаєцька. Серіал знято компаніями StarLight Films та Film.UA.
Перший сезон серіалу транслювався в Україні на телеканалі СТБ з 25 лютого по 14 березня 2019 року та в Росії на телеканалі Россія-1 з 6 по 16 січня 2020 року. Другий сезон транслювався в Україні на телеканалі СТБ з 2 по 19 вересня 2019 року та в Росії на телеканалі Росія-1 з 20 січня по 6 лютого 2020 року.

## Синопсис
Кріпачка Катерина Вербицька — власність найбагатшого ніжинського поміщика Червінського. Однак дівчина зовсім не схожа на селянку. У неї бездоганні манери, вона вивчила кілька іноземних мов, грає на фортепіано й навіть пише картини. Усе тому, що так її виховала хрещена мама — дружина Червінського. Героїня серіалу «Кріпосна» мимоволі перебуває на межі двох світів: дворян та інтелігентів з одного боку і позбавлених волі кріпаків, перетворених російською владою на матеріальну власність, — з іншого.
Бідна дівчина закохана у дворянина Олексія Косача, але відчувати це почуття вона не має права. Червінський украй незадоволений і забороняє їй навіть думати про красивого чоловіка. Заради любові та здобуття свободи кріпачці доведеться пережити смерть близьких, не втратити себе в паніці народного повстання, а ще — втікати від небезпечного маніяка, оберігати свою честь, блукаючи в павутині київських борделів.
4 сезон має в собі зовсім іншу ідею. В центрі сюжету діти головних героїв: Зоряна Вітер, Лев Червінський, Володимир Коренєв, Януш Яблоневський (син Каті і Жадана), Наталі Россінйоль (донька Галі і Якова), Поліни Яссолович (донька Маріанни Косач). Зоряна, Лев, Володимер є учасниками таємної організації «народна воля» вони готують замах на життя нового тимчасового губернатора Чернігівської Губернії. Тим часом Януш розшукує інформацію про минуле свої матері але закохується в племінницю покійного коханого матері - Поліну, та злі люди вдягують його в організацію яка відтворює інтереси Австро-угорщини

## У ролях
У серіалі знімалися:
- Катерина Ковальчук — кріпачка Катерина Вербицька (1-2 сезон)
- Софія Прісс — кріпачка Катерина Вербицька (3 сезон)
- Олексій Яровенко — дворянин Олексій Косач
- Ксенія Мішина — поміщиця Лідія Шефер
- Станіслав Боклан — поміщик Петро Червінський
- Юлія Ауг — поміщиця Анна Львівна Червінська
- Ольга Сумська — Софія Косач
- Марк Дробот — чиновник Микола Дорошенко
- Олеся Жураківська — кухарка Павлина
- Михайло Гаврилов — Григорій Червінський
- Сергій Озіряний — поміщик Олександр Дорошенко
- Ганна Сагайдачна — Наталі Дорошенко
- Аліна Коваленко — Ольга Родзевич
- Наталка Денисенко — Лариса Яхонтова
- Максим Радугін — Андрій Жадан
- Олександр Печериця — Афанасій
- Олександр Лаптій — Черкес
- Оксана Вороніна — мама Афанасія
- Слава Красовська — кріпачка Галя, дружина Панаса
- Ігор Гнєзділов — Яків, управитель маєтку Червінських
- Наталія Васько — Мадам Макарова, власниця борделю
- Фатіма Горбенко — Олена Коренєва, дружина радника київського губернатора
- Дар'я Легейда — Василинка
- Вероніка Шостак — Марічка
- Вероніка Коваленко — старша дочка Горемик
- Олексій Хільський — Богдан
- Тетяна Лавська - Ярослава Горемика.
- Анастасія Нестеренко — Зоряна Вітер, донька Назара Вітера (4 сезон)
- Януш Яблоневський — син Катерини та Жадана (4 сезон)
- Поліна Ясолович — Донька Маріанни Косач, племінниця Олексія Косача (4 сезон)
- Антон Єрьомін — Лев Червінський, син Петра і Лариси (4 сезон)
- Артемій Єгоров — Василій Косач, брат Олексія (4 сезон)
- Тетяна Ратнікова — Наталі Россінйоль, донька Галини (4 сезон)
- Анна Сирбу — Галина (4 сезон)
- Данило Якушев — Володимир Корєнєв (4 сезон)
- Ірина Веренич-Островська — Маріанна Косач-Ясолович (4 сезон)

- Олександра Панасевич — Ольга Родзевіч (4 сезон)

## Виробництво

### Назва серіалу та імена героїв
Офіційна україномовна версія назви серіалу «Кріпосна», хоча кріпаків-жінок українською називають «кріпачками». У 2019 в інтерв'ю видання NV режисер телесеріалу Максим Литвинов заявив що «в українській мові є обидва слова — і „кріпосна“, і „кріпачка“, але „кріпосна“ точніше відповідає суті цього поняття». Щодо імен героїв, то Литвинов зазначив, що оскільки дія серіалу відбувається на Чернігівщині, то імена там різноманітні й трапляються навіть білоруські імена героїв (білоруську мову режисер назвав «суржиком російської та української мови»).
В українській мові справді існує слово «кріпосна», але це прикметник, синонім до «кріпачка».

### Фільмування
Фільмування перших двох сезонів телесеріалу розпочалося ще 2017 року й завершилося лише у 2018 році. Фільмування костюмованої драми проходили на території України. Щоб правильно передати атмосферу, творці картини відмовилися від штучних декорацій. Масштабний серіал знімали влітку, а однією з локацій стала Києво-Печерська лавра, а саме Успенський собор, де знімали сцену вінчання. Життя кріпаків знімали на території Національного музею народної архітектури та побуту України — Пирогова. Окрім того, фільмування проводилися в Палаці Вишневецьких, Шоколадному будиночку, музеї-садибі ім. М. І. Пирогова та Національному історико-культурному заповіднику «Качанівка».
У жовтні 2019 року стало відомо, що серіал було продовжено на третій сезон, який має вийти навесні 2021 року. У третьому сезоні акторку Катерину Ковальчук замінили на іншу російську акторку Софію Прісс, це пояснили графіком зйомок, що не дозволив Ковальчук продовжити роботу.

## Телевізійні рейтинги
Серіал побив рекорд останніх шести років для прем'єрного показу телесеріалу на телеканалі СТБ. Згодом стало відомо, що на початку лютого 2019 року за перший тиждень трансляції телесеріалу він очолив топ трансляцій усіх телеканалів у будні, хоча загалом за увесь лютий 2019 року рейтинги іншого російськомовного телесеріалу СТБ, «Ніщо не трапляється двічі», перевищили цифри «Кріпосної» і були найвищими для СТБ у лютому. За даними видання Телекритика, остання серія 1-го сезону телесеріалу, що вийшла 14 березня 2019 року, отримала частку у 23,8 % за аудиторією 18–54 (50k).

## Промокампанія
У січні 2019 року творці представляли перший російськомовний трейлер серіалу з англійськими субтитрами зазначивши назву російською як «Крепостная» (дослівний переклад українською — «Кріпачка») та англійською як «Love in chains» (дослівний переклад українською — «Кохання в кайданах»). Згодом 9 березня 2019 року був представлений другий російськомовний трейлер серіалу з англійськими субтитрами.

## Реліз
На початку 2019 року стало відомо, що права на трансляцію телесеріалу «Кріпосна» було продано до Польщі, Литви, Чорногорії, Сербії, Боснії та Герцеговини, Македонії, Словенії та Хорватії.

### 4 сезон
У 2021 році розпочались зйомки четвертого сезону, але через повномасштабне вторгнення Росії в Україну зйомки були призупинені. Події відбувались вже через 20 років — у 1881 році, після смерті Олександра II. Януш приїжджає на могилу матері (Катерини Жадан), після цього він їде в Ніжин, аби дізнатись про минуле матері. Там він зустрічається з Левом Червінським та Зоряною Вітер, які приїхали в Ніжин і готують бунт проти імперського режиму: до Ніжина має приїхати новий тимчасовий губернатор Скуратов Бейський. Червінський, який служив у Петербурзі, повертається до рідного містечка, де готує повстання. У Зоряни свої плани на це — вона готова кинути бомбу в губернатора, як Перовська в царя. Януш закохується в Поліну, яка символізує Катю, а він — Олексія.
Девіз цього сезону: «Нині або ніколи».

### Трансляція в Україні
Перший сезон серіалу транслювався на телеканалі СТБ з 25 лютого по 14 березня 2019 року. У березні 2019 року серіал було продовжено на другий сезон, який в Україні транслювали з 2 по 19 вересня 2019 року.

### Трансляція в Польщі
Першою іноземною країною, де транслювали серіал, стала Польща, де показ першого сезону розпочався 1 липня 2019 року під назвою «Zniewolona» (дослівний переклад українською — «Поневолена») на телеканалі TVP1; для польського телебачення було створено одноголосе озвучення польською. Прем'єра другого сезону в Польщі відбулася швидше, ніж в Україні — 3 серпня 2019 року на тому ж телеканалі TVP1.

### Трансляція в Росії
Другою іноземною країною, де транслювали серіал, стала Росія. Перший та другий сезони серіалу транслювалися на російському телеканалі Россия-1, починаючи з 6 січня — по 6 лютого 2020 року.

## Відгуки кінокритиків
Телесеріал отримав негативні відгуки від українських кінокритиків; зокрема, критик Телеканалу 24 дорікнув серіалу його російськомовністю і підкреслив абсурдність меседжу творців, ніби «100 років тому в Україні ніхто не говорив українською». Російськомовність серіалу критикували українські телеглядачі ще до початку трансляції телесеріалу, коли з'явився перший трейлер і стало зрозуміло, що весь серіал, створений на українському матеріалі, — російськомовний.
Натомість у Польщі телесеріал став хітом, а польська преса у 2019 році називала його «феноменом» і «шаленим успіхом» та порівнювала із «Рабинею Ізаурою».
Українська оглядачка Олена Чиченіна вважає, що сюжет «Кріпосної» — це «наївна, але гарно зроблена історія», «герої одягнуті у добре продуманий одяг», а загалом серіал — це «типове „мило“».

## Похідні твори
1 січня 2019 року StarLight Films та Film.UA у партнерстві з видавництвом «КСД» випустили російськомовну книгу з двох частин за мотивами серіалу «Кріпосна».